# Кваркваре II Джакелі
Кваркваре II Джакелі (груз. ყვარყვარე II ჯაყელი; 1416 — 1 вересня 1500) — атабег Самцхе (Месхетії) у 1452—1498 роках.

## Життєпис
Походив з роду Джакелі. Другий син Іване II, атабега Самцхе. Народився 1416 року. 1417 року номінально став співправителем батька. Ймовірно брав участь 1444 року в битві біля Ахалціхе проти Джаханшаха, володаря Кара-Коюнлу.
Невдовзі виступив проти брата — атабега Аґбуґи II, що незадовго до того перебрав владу. Кваркваре вимагав частку Самцхе. 1447 року він зумів повалити брата, але той повернувся з грузинським військом завдавши поразки Кваркваре, який потрапив у полон. Здобув свободу до 1451 року, коли помер Аґбуґа II, якому Кваркваре спадкував.
З самого початку намагався здобути якомога більше самостійності для Самцхе. підживлював такі самі настрої в Мегрелії та Гурії. 1463 року останні завдали поразки грузинському цареві Георгію VIII в битві біля Чихору. 1465 року Кваркваре II завдав царю поразки біля озера Паравані. де захопив Георгія VIII у полон. Цим спровокував нову боротьбу за владу в Грузії. 1466 року атабег звільнив полоненого, якому допоміг у боротьбі проти царя Баграта VI.
Намагався серед загального розгардіяшу зроби Месхетинську православну церкву незалежною від мцхетського патріархату, проте зазнав невдачі через спротив місцевих єпископів. 1469 року офіційно оголосив про незалежність князівства, яке тепер в офіційних документах стало зватися Самцхе-Саатабаго.
З початку 1470-х років маневрував між Османською імперією і державою Ак-Коюнлу. У 1476 року війська останньої вдерлися до Самцхе, але основний удар їх було спрямовано проти Картлі й Кахетії, тому Кваркваре II зумів відбитися. 
У 1479 році спільно діяв з Султан-Якубом, володарем Ак-Коюанлу, зумівши захопити Ерзурум. 1483 року виступив на підтримку Олександра II, царем Імеретії, що боровся з Костянтином II, царем Картлі. Останній у 1481 році зумів захопити Джавахетію, створивши загрозу Самцхе. Хоча Кваркваре II претендував на цю область, він вирішив за краще зміцнювати есхетинські фортеці. 1484 року атабег завдав поразки царю Картлі в битві біля Арадети (на схід від м.Горі), завдяки чому Олександр II 1484 року відвоював Картлі. а сам Кваркваре II захопив частину Джавахетії.
1486 року внаслідок декількох поразок від Ак-Коюнлу вимушений був визнати зверхність цієї держави. 1490 чи 1491 року картлійський цар Костянтин II визнав незалежність Самцхе. Невдовзі з огляду на боротьбу за владу в Ак-Коюнлу, скинув залежність від неї. У 1494 році Кваркваре II здійснив декілька походів проти Картлі в помсту за пограбування месхетинських купців.
Помер Кваркваре II 1500 року. Поховано разом з дружиною біля північної стіни церкви Ананаурі в монастирі Вардзіа. Йому спадкував старший син Кайхосро I.

## Родина
Дружина — Дедіс-Імеді
Діти:
- Кайхосро (1443—1502), атабег Самцхе
- Баадур (д/н—1474)
- Мзечабук (1445—1516), атабег Самцхе
- Тамар (д/н—після 1504)
- Манучар (1452 — після 1518), атабег Самцхе